# Cataulacus muticus
Cataulacus muticus é uma espécie de formiga do gênero Cataulacus, pertencente à subfamília Myrmicinae.